# The Starving Games
The Starving Games (en español Los muertos del hambre) es una película parodia estadounidense basada en la película Los juegos del hambre. Está dirigida por Jason Friedberg y Aaron Seltzer, y estelarizada por Maiara Walsh, Cody Christian, Matias Maturana.

## Sinopsis
Kantmiss Evershot vive en el Distrito 12, en la nación de Panem, donde cada año se celebran los Juegos del Hambre, en los cuales el ganador tendrá la oportunidad de recibir un pedazo de jamón viejo, un cupón para un emparedado y un pepinillo parcialmente comido por el presidente Snowballs.
En el septuagésimo cuarto aniversario de los Juegos del Hambre, la hermana de Kantmiss, Petunia, sale elegida. A pesar de que al inicio Kantmiss celebró el no haber sido elegida, su hermana le recordó que debía hacerse voluntaria para salvarla. Entonces Katnmiss subió al estrado, junto a Effoff. Cuando ella estaba sacando el nombre de un tributo masculino al azar, Peter Malarkey decidió presentarse como voluntario, ya que estaba enamorado de Kantmiss.
Luego de despedirse de sus familias, se dirigen al Capitolio, donde Stanley Caesarman entrevista a los tributos. El primero en ser entrevistado es Marco, el tributo masculino del Distrito 1. Mientras tanto, Cinnamon habla con Kantmiss, y le da palabras de aliento, creyendo que ella era el tributo femenino del Distrito 3. Luego fue el turno de Peter, quien admitió que estaba enamorado de Marco. Finalmente le tocó a Kantmiss, para quien le han preparado un vídeo. Kantmiss empieza a dar vueltas con su vestido, cuando este empieza a quemarse con fuego,literalmente, hiriendo a Kantmiss.
Los Juegos son supervisados por Seleca, quien utiliza la función Siri de su iPhone para controlar todo. Cuando los tributos están en sus pedestales, se ve a algunos personajes especiales, acompañando a los tributos, y algunos de ellos haciendo gestos. Al iniciar el baño de sangre, varios tributos son asesinados, principalmente por Marco, aunque algunos como Kantmiss y Peter salen corriendo. Luego de varios encuentros cercanos con tributos y otros personajes inesperados, se ve a Dale, el novio celoso de Kantmiss, desesperado, ya que Kantmiss se vio obligada a unirse con Peter para ganar los juegos.
Durante su tiempo en la arena, Kantmiss consiguió una aliada, Rudy, quien la ayudó a deshacerse de los profesionales. Cuando Marco estaba a punto de asesinar a Katnmiss, Rudy apareció y golpeó a Marco. Este lanzó a Rudy contra un árbol, acabando con su vida. Kantmiss acompañó a Rudy en sus últimos momentos.
Mientras tanto, en el Distrito 12, Dale intenta organizar una rebelión contra el Capitolio, pero Seleca logra calmarlos con una propaganda de comida.
El presidente Snowballs le sugiere a Seleca crear una historia romántica en los juegos, ya que son todo un éxito. Entonces, Seleca cambia las reglas del juego y permite que haya dos ganadores, siempre y cuando sean del mismo distrito.
Kantmiss busca a Peter y se refugian en una cueva, donde reciben regalos de patrocinadores y mensajes de Dale y Seleca. Ella se da cuenta de que la única manera de sobrevivir es darle a Seleca lo que quiere.
En la batalla final con Marco, Peter se asusta y se esconde detrás de Kantmiss, hasta que Seleca organiza a un equipo de asesinos, para que ellos sean la gran final de los juegos. Dale, quien no pudo más con sus celos, ingresó al estudio de los Juegos del Hambre, y asesinó a los personajes que iban a ser la gran final. Luego Dale le preguntó a Kantmiss acerca de su relación con Peter, y se fue molesto.
Ahora Marco estaba en una mejor posición, ya que tenía su daga en el cuello de Peter, listo para asesinarle, si es que Kantmiss disparaba. Entonces, ella sacó una baguette, y le disparó en el ojo a Marco, matándolo.
Seleca decidió hacer otro cambio de reglas, volviendo a la revisión previa, en la que solo podría haber un vencedor. Peter sugiere suicidarse, para que los juegos no tuviesen un vencedor. Cuando Peter sacó unas bayas venenosas, Kantmiss le disparó una flecha, convirtiéndose así en la vencedora de los septuagésimo cuartos Juegos del Hambre.
Después, Nick Fury y los Vengadores se presenta, con Fury diciendo que quiere que Kantmiss se una al equipo Vengadores como reemplazo de Hawkeye. A continuación, todos los Vengadores mueren después de bajarse de sus plataformas.

## Reparto
| Actor                 | Personaje             |
| --------------------- | --------------------- |
| Maiara Walsh          | Kantmiss Evershot     |
| Cody Christian        | Peter Malarkey        |
| Brant Daugherty       | Dale                  |
| Diedrich Bader        | Presidente Snowballs  |
| Lauren Bowles         | Effoff                |
| Ross Wyngaarden       | Marco                 |
| Dean J. West          | Seleca                |
| Theodus Crane         | Cleaver Williams      |
| Taylor Ashley Murphy  | Glammer               |
| Eryn L. Davis         | Rudy                  |
| Kennedy Hermansen     | Petunia Evershot      |
| Juhahn Jones          | Cinnamon              |
| Chris Marroy          | Stanley Caesarman     |
| Michael Hartson       | Bob Hylox             |
| Gabby Gremillion      | Taylor Swift          |
| Nick Gomez            | Na'vi                 |
| Rob Steinberg         | Gandalf               |
| Aaron Jay Rome        | El Mago de Oz         |
| Matthew G. Wagner     | Harry Potter          |
| Joseph Aviel          | Arnold Schwarzenegger |
| Eric Buarque          | Bruce Willis          |
| Gene Williams         | Chuck Norris          |
| Gralen Bryant Banks   | Nick Fury             |
| Jordan Salloum        | Ojo de Halcón         |
| Trenton Rostedt       | Thor                  |
| Shawn Carter Peterson | Redfoo                |
| Ian Casselberry       | Sky Blu               |
| Michael Boudreaux     | Anciano               |
| Bryan McClure         | Annoying Orange       |

## Críticas
Joe Leydon, de Variety, lo calificó como un spoof muerto y sin gracia.
Scott Foy, de Dread Central, lo tasó 1.5 / 5 estrellas, y escribió:

La palabra impresa no puede expresar plenamente mi consternación por haber experimentado esta última supuesta comedia.

Gabe Torio, de Indiewire, escribió que la película es tan terrible como piensa que es. Fred Topel, de "Crave Online", calificó 1,5 / 10 y lo llamó más de lo mismo, sólo que peor.
En IMDb consiguió 3,3/10 y en Rotten Tomatos 0% de críticos y 21% de público.